# Petticoat Perfidy (film 1913)
Petticoat Perfidy è un cortometraggio muto del 1913 diretto da Hay Plumb.

## Trama
Un giovane inganna l'amica fingendosi una ragazza. Lei gli rende pan per focaccia.

## Produzione
Il film fu prodotto dalla Hepworth.

## Distribuzione
Distribuito dalla Hepworth, il film - un cortometraggio di una bobina - uscì nelle sale cinematografiche britanniche nel maggio 1913.
Fu distrutto nel 1924 dallo stesso produttore, Cecil M. Hepworth. Fallito, in gravissime difficoltà finanziarie, Hepworth pensò in questo modo di poter almeno recuperare il nitrato d'argento della pellicola.